# Zeria venator
Espèce
Synonymes
- Solpuga venator Pocock, 1897

Zeria venator est une espèce de solifuges de la famille des Solpugidae.

## Distribution
Cette espèce se rencontre en Afrique du Sud, en Namibie et en Angola.

## Description
L'holotype mesure 53 mm.
Le mâle décrit par Roewer en 1933 mesure 50 mm et la femelle 50 mm.

## Publication originale
- Pocock, 1897 : On the genera and species of tropical African arachnids of the order Solifugae with notes upon the taxonomy and habits of the group. The Annals and Magazine of Natural History, sér. 6, vol. 20, p. 249-272 (texte intégral).